# Maurice Mandrillon
Maurice Mandrillon   (Les Rousses, 23 d'agost de 1902 - Lons-le-Saunier, 11 de febrer de 1981) fou un esquiador francès que va competir durant la dècada del 1920.
El 1924 va prendre part en els Jocs Olímpics de Chamonix, on va guanyar la medalla de bronze en la prova de patrulla militar per equips, formant equip amb André Vandelle, Camille Mandrillon i Georges Berthet. Vuit anys més tard, als Jocs de Sankt Moritz, fou trenta-tresè en els 18 quilòmetres del programa d'esquí de fons.